# Manus Vrauwdeunt
Hermanus Lodevicus Willebrordus Vrauwdeunt (Rotterdam, 29 aprile 1915 – Rotterdam, 8 giugno 1982) è stato un calciatore olandese, di ruolo attaccante.

## Carriera
Con il Feyenoord vinse per tre volte il campionato olandese (1936, 1938 e 1940) e per una volta la Coppa d'Olanda (1935).

## Palmarès

### Club

#### Competizioni nazionali
- Campionato olandese: 3

Feyenoord: 1935-1936, 1937-1938, 1939-1940
- Coppa dei Paesi Bassi: 1

Feyenoord: 1934-1935